# Bohdan Ciszewski
Bohdan Ciszewski (ur. 23 grudnia 1922 w Grodnie, zm. 14 kwietnia 1998 w Warszawie) – uczony polski, metaloznawca, profesor Politechniki Warszawskiej i Wojskowej Akademii Technicznej, członek Polskiej Akademii Nauk.

## Życiorys

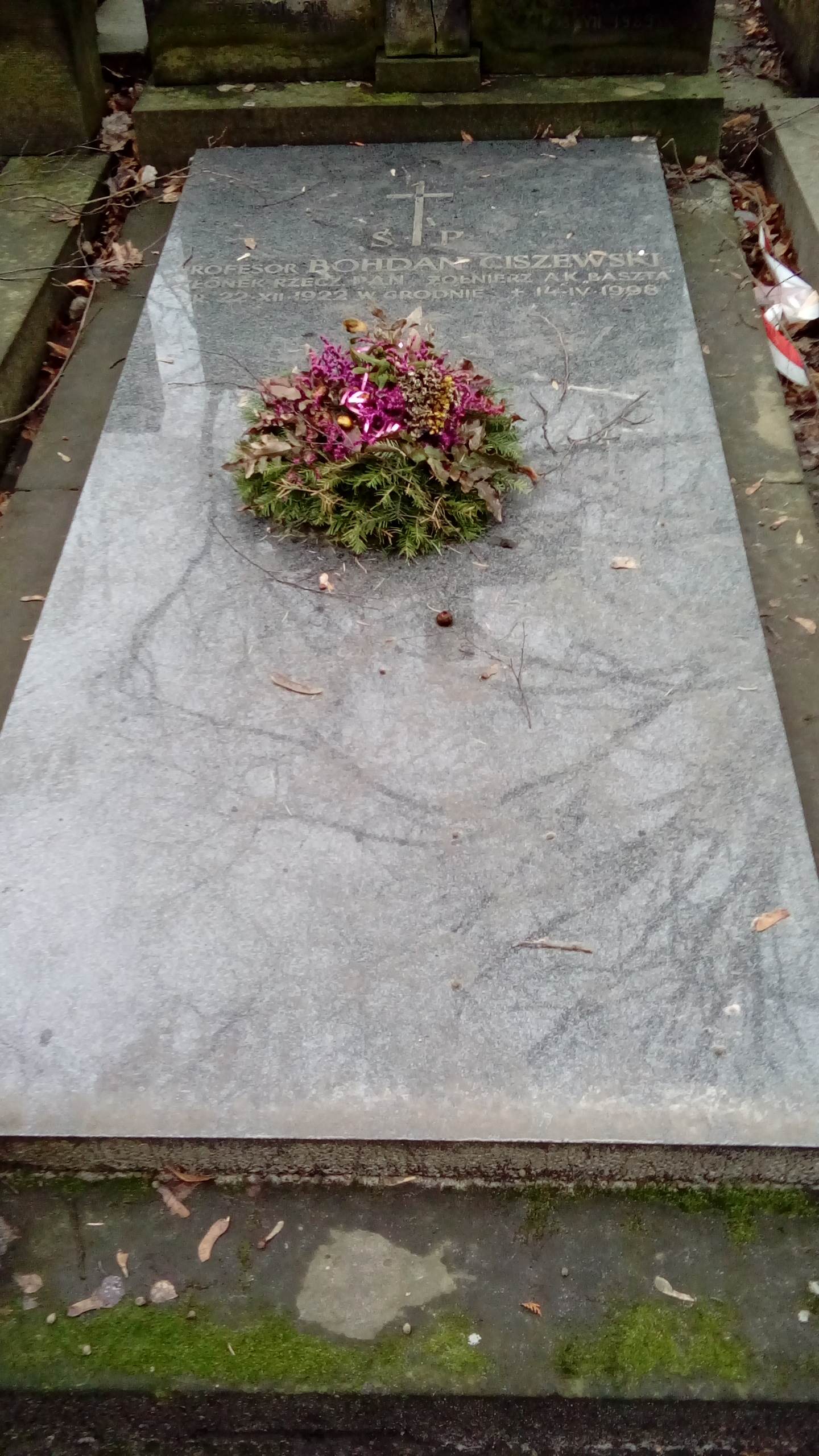
Grób Bohdana Ciszewskiego na cmentarzu Powązkowskim

Był synem Tadeusza i Haliny z Połońskich. Ojciec był inżynierem budownictwa, po II wojnie światowej kierował odbudową warszawskich mostów kolejowych. Stryj Józef działał w PPS-Lewicy, był członkiem Komitetu Centralnego Komunistycznej Partii Robotniczej Polski, później pracował przy elektryfikacji w ZSRR i zginął w czasie czystek stalinowskich.
Bohdan Ciszewski ukończył studia na Politechnice Łódzkiej, w okresie 1947-1968 r. był związany z Katedrą Metaloznawstwa Politechniki Warszawskiej. Na tej uczelni uzyskał w 1956 na stopień kandydata nauk technicznych na podstawie rozprawy Badania nad technologią, obróbką cieplną, strukturą i własnościami quasiizotropowych magnesów spiekanych typu alnico'84, a od 1958 był docentem inżynierii materiałowej na Wojskowej Akademii Technicznej. W 1964 został profesorem nadzwyczajnym metaloznawstwa Politechniki Warszawskiej, a w 1970 profesorem zwyczajnym metaloznawstwa i technologii metali Wojskowej Akademii Technicznej. W 1973 wybrany na członka korespondenta Polskiej Akademii Nauk, od 1986 był członkiem rzeczywistym Akademii; od 1980 przez kilka kadencji (do końca życia) zasiadał w Prezydium PAN, był ponadto dwukrotnie (w latach 1980-1986 i 1989-1992) sekretarzem Wydziału IV PAN (Nauk Technicznych). W 1984 został członkiem zwyczajnym reaktywowanego Towarzystwa Naukowego Warszawskiego. W 1989 otrzymał tytuł doktora honoris causa Wojskowej Akademii Technicznej, a rok później Politechniki Częstochowskiej.
Spoczywa na cmentarzu Powązkowskim w Warszawie (kw. 234, rząd 1, grób 4).

## Publikacje
- Metalurgia proszków (1954, z K. Wesołowskim);
- Metaloznawstwo z obróbką cieplną (1955);
- Technologia metali (1955, z K. Wesołowskim)
- Fizyka kryształów. Defekty struktury krystalicznej (1973);
- Nowoczesne materiały w technice (1993, z W. Przetakiewiczem).

## Odznaczenia
- Krzyż Kawalerski Orderu Odrodzenia Polski;
- Odznaka Zasłużonego Nauczyciela PRL.